# Максвитис, Казис
Казис Максвитис (лит. Kazys Maksvytis; род. 15 июня 1977, Дарбенай, Кретингский район, Литовская ССР, СССР) — литовский баскетбольный тренер.

## Карьера
Максвитис несколько лет работал в клубах Литвы. Под его руководством «Нептунас», где он провёл 5 сезонов, выигрывал серебряные и бронзовые медали чемпионата Литвы.
В июне 2019 года Максвитис возглавил «Парму», подписав контракт по схеме «1+1». Под его руководством «Парма» впервые боролась за место в плей-офф Единой лиги ВТБ, на момент приостановки чемпионата занимая 8 место.
В июле 2019 года Максвитис принял участие в Летней лиге НБА в составе тренерского штаба «Миннесоты Тимбервулвз» и вместе с командой дошёл до финала турнира.
В апреле 2020 года «Парма» решила воспользоваться опцией в контракте Максвитиса и продлила соглашение с тренером ещё на 1 сезон.
В сезон 2020/2021 «Парма», под руководством Максвитиса, вышла в плей-офф Единой лиги ВТБ и пробилась в «Финал четырёх» Кубка Европы ФИБА.
В июле 2021 года Максвитис подписал новый контракт с «Пармой».
27 февраля 2022 года, после завершения матча сборной Литвы и Боснии и Герцеговины Максвитис объявил, что в сложившихся обстоятельствах, связанными с ситуацией между Россией и Украиной, он не может вернуться в Пермь, чтобы продолжить работу в «Парме».
В апреле 2022 года Максвитис возглавил «Жальгирис» сменив на посту главного тренера Юрия Здовца. Под руководством Максвитиса «Жальгирис» стал бронзовым призёром чемпионата Литвы.

## Сборная Литвы
В активе Максвитиса работа в молодёжных сборных Литвы. Он трижды выигрывал чемпионат Европы (с командами U16, U18, U20), а со сборной U19 завоевал золото на чемпионате мира.
В сентябре 2019 года Литовская федерация баскетбола предложила Максвитису возглавить национальную команду, но после обсуждения с руководством «Пармы» Казис принял решение сосредоточиться на работе в клубе.
14 сентября 2021 года Литовская федерация баскетбола назначила Маквитиса на должность главного тренера сборной Литвы. В декабре 2023 года Максвитис снял с себя обязанности тренера национальной сборной из-за занятости в клубе. При этом Казис Максвитис снова станет главным тренером сборной на время основной части Евробаскета-2025, если Литва пройдет квалификацию.

## Достижения

### Клубные
- Чемпион Литвы: 2022/2023
- Серебряный призёр чемпионата Литвы (2): 2013/2014, 2016/2017
- Бронзовый призёр чемпионата Литвы (3): 2012/2013, 2018/2019, 2021/2022
- Обладатель Кубка короля Миндаугаса: 2023

### Сборная Литвы
- Победитель чемпионата мира (до 20 лет): 2011
- Победитель чемпионата Европы (до 20 лет): 2012
- Победитель чемпионата Европы (до 18 лет): 2010
- Победитель чемпионата Европы (до 16 лет): 2008